# BSV Stans
Der BSV Stans ist ein schweizerischer Handballverein aus der gleichnamigen Gemeinde im Kanton Nidwalden. Der Verein gehört zu den erfolgreichsten und grössten Handballclubs aus der Innerschweiz.

## Geschichte
Gegründet wurde der Verein im Jahr 1962. Die erste Saison in der höchsten Schweizer Spielklasse, der Nationalliga A, konnte der BSV Stans 1990 unter dem Captain Urs Lehmann spielen.
Im Jahr 2014 stieg der BSV Stans aus der Nationalliga B ab und verlieb drei Saisons in der 1. Liga, der dritthöchsten Spielklasse des Schweizer Handballs. Unter Spielertrainer Thomas Mohenski gelang 2017 in einem hart umkämpften Aufstiegsmodus gegen die Seen Tigers die Rückkehr in die Nationalliga B. In den folgenden Jahren konnte sich der BSV Stans konstant in der oberen Hälfte der Tabelle platzieren. Zwei Mal verpassten die Nidwaldner mit dem dritten Platz die Plätze für den Aufstieg in die Nationalliga A nur knapp.
Im Jahr 2021 wurde die BSV Stans Hallen AG gegründet, um den Bau einer eigenen Spiel- und Trainingshalle auf dem Eichli-Areal in Stans zu verwirklichen. Als Namenssponsor für 15 Jahre konnte die Maréchaux Elektro AG gewonnen werden. Im Januar 2025 absolvierte die Schweizer Handballnationalmannschaft ihr WM-Vorbereitungscamp in Stans.
Der Sohn von BSV-Stans-Gründungsmitglied Roberto Geering, Marco Geering, ist der designierte Nachfolger von Präsident Philipp Bühlmann.

## Aktuelles Kader
| Nummer | Name                       | Jahrgang | Position |
| ------ | -------------------------- | -------- | -------- |
| 02     | Felix Mau                  | 2004     |          |
| 03     | Ramon Bösch                | 2005     |          |
| 04     | Janis Lang                 | 2000     | FL       |
| 08     | Nils Epp                   | 2007     |          |
| 09     | Livio Dittli               | 2003     | RR       |
| 10     | Livio Wanner               | 1997     | FR       |
| 12     | Julian Estermann           | 2003     | TH       |
| 13     | Nando Kuster               | 1997     | KL       |
| 14     | Lukas von Deschwanden (ST) | 1989     | Rückraum |
| 16     | Noah Ineichen              | 1995     | TH       |
| 18     | Ramon Ettlin               | 2005     |          |
| 19     | Devin Lang                 | 2004     |          |
| 22     | Ivan Medić                 | 1999     | RL       |
| 23     | Franco Inderbitzin         | 2005     | RL       |
| 24     | Luca Stadelmann            | 1996     | KL       |
| 29     | Mak Dzafic                 | 2005     | KL       |
| 31     | Alex Meier                 | 2004     | Flügel   |
| 33     | Sanel Jelecevic            | 2003     | RL       |
| 44     | Dominik Schnetzler         | 1999     |          |
| 45     | Raoul Iten                 | 1999     | TH       |
| 77     | Pascal Heller              | 1999     | RR       |
| 93     | Fernando Skrebsky Dutra    | 1992     | RM       |

Stand 5. Mai 2025